# Schiefersteinbruch Wallen bei Meschede
Der alte Schiefersteinbruch Wallen bei Meschede liegt im Süden von Wallen, im Naturschutzgebiet Remberg in Nordrhein-Westfalen.
Der Steinbruch nimmt ungefähr 2/3 des Naturschutzgebietes am Remberg ein und hat eine Fläche von ungefähr 1 ha.

## Geschichte
In Steinbrüchen wird nicht nur das Material für den Straßenbau gewonnen, besondere Steinbrüche liefern auch das Material für den Hochbau
(z. B. Bruchsteinsockel oder Schieferdächer). Da der Schiefer aus der Schiefergrube in Wallen nicht spaltbar war, lieferte die Schiefergrube in Wallen nur Schieferblöcke, die mittels Sägegatter oder Trennsägen gesägt werden konnten. Diese Platten wurden als Fensterbänke, Billardplatten oder als Seziertische genutzt. Die Blöcke wurden im Tagebau mit Preßluftwerkzeugen abgebaut und mit modernen Maschinen weiterbearbeitet.
Der Schiefer-Steinbruch wurde 1909 von fünf Herren der Westfälischen Schieferindustrie GmbH Cöln gegründet.
In der Blütezeit arbeiteten 50 Männer aus Calle (Meschede), Wallen und Voßwinkel in dem Steinbruch.
Die Weltwirtschaftskrise 1932 brachte das Werk zum Erliegen, später wurde mit wenigen Arbeitern weitergearbeitet.
Das Werk in Wallen wurde stillgelegt; es wurde nur noch Rohrschiefer aus der Schiefergrube in Antfeld verarbeitet.
1938 wurde die Schiefergrube in Wallen endgültig stillgelegt, im Zweiten Weltkrieg veräußerte man zu Rüstungszwecken alle Maschinen.
Ludwig Dreier war der letzte Geschäftsführer in der Schiefergrube, der 1927 als Gesellschafter eintrat und 1938 nach Durchführung der Liquidation das gesamte Anwesen übernahm.
Im März 1945 sind Ausländer in die letzten überdachten Gebäude des Steinbruches eingezogen, im Mai 1945 nach Abgang der letzten Ausländer
wurden die Gebäude wegen Einsturzgefahr geschlossen.
1977/78 wurden die Gebäude mit Erdmasse verschüttet.